# PartitionMagic
PartitionMagic – program komputerowy służący do partycjonowania twardego dysku, który został opracowany przez firmę PowerQuest, ale obecnie jest własnością firmy Symantec. Program jest przeznaczony dla systemu operacyjnego Microsoft Windows, ale może też zostać uruchomiony z CD-ROM-u i umożliwia tworzenie i modyfikację partycji. Za pomocą programu można zmieniać rozmiar istniejących partycji bez utraty danych. Aplikacja zawiera dodatkowo komponent BootMagic, pozwalający na dodanie specjalnego menu wyboru systemu operacyjnego w przypadku konfiguracji wielosystemowej – multi-boot.
Symantec wkrótce po przejęciu PartitionMagic w 2003 roku zaprzestał jego rozwoju. Obecnie dostępna wersja 8.05 nie była modyfikowana, a firma nie planuje wydawania nowych wersji.

## Problemy
PartitionMagic w wersji 2.0.5 nie obsługuje zmiany rozmiarów dysków dynamicznych.
Ze względu na zmiany wprowadzone w systemie NTFS aplikacja tworzy tablice partycji niekompatybilne z systemem Windows 7. Program przy uruchomieniu, zgłasza błąd w partycjach dysku, a po wybraniu opcji Napraw faktycznie uszkadza tablice partycji. Użycie narzędzia (nawet jego najnowszej wersji) na dyskach lub partycjach obsługiwanych przez ten system może doprowadzić do nieodwracalnej utraty danych.